# Colin Urquhart
Colin Urquhart (Twickenham, 1940 – 13 settembre 2021) è stato un predicatore inglese di orientamento cristiano evangelico, vicino al Movimento carismatico.

## Biografia
Coinvolto nel Movimento carismatico tra il 1960 e il 1970, fu il vicario della parrocchia di St Hugh, Lewsey Luton, Bedfordshire in quegli anni. Nel 1974 egli scrisse un libro al riguardo di questa esperienza. All'inizio del 1976 si dimise dall'incarico che aveva in St Hugh's, e con la sua famiglia e altri due parrocchiani si spostò in una casa di proprietà di Fountain Trust, una associazione internazionale rivolta al rinnovamento Cristiano in East Molesey, Surrey. Da qui iniziò il suo ministero itinerante nazionale e internazionale, facendo fronte ai costi della sua attività soltanto con il frutto delle donazioni.
Dall'inizio degli anni 80  divenne conosciuto internazionalmente come scrittore e come predicatore ai congressi, ai raduni ed alle convention dei carismatici. Negli ultimi anni di vita fu impegnato con il suo ministero in Kingdom Faith in Sussex, Inghilterra, dopo essere stato a capo di questa organizzazione.

## Pubblicazioni
- Quando viene lo Spirito (When the Spirit Comes)
- Mio padre è il vignaiuolo (My Father is the Gardener)
- Qualunque cosa chiediate (Anything You Ask)
- Fede per il futuro (Faith for the Future)
- The Positive Kingdom
- God's Plan for Your Healing
- Ascolta e vivi. Usare la Bibbia in preghiera (Listen and Live)
- Vittoria personale (Personal Victory)
- My Dear Child
- My Dear Son
- My Beloved
- Explaining Faith
- Explaining Deception
- La verità che vi farà liberi (The Truth That Sets You Free)
- Dalla misericordia alla maestà. Entrare nel risveglio (From Mercy to Majesty)
- Amici di Gesù (Friends of Jesus)
- Revival Fire
- Your Personal Bible
- La vera autorità (True Authority)
- La vera chiesa (True Church)
- True Covenant
- I veri discepoli (True Disciples)
- True Faith
- La vera grazie (True Grace)
- La vera vita (True Life)
- Il vero amore (True Love)
- True Salvation
- True Worship
- I veri figli (True Sons)
- True Leadership
- La vera pace e gioia (True Peace & Joy)
- Le vere promesse (True Promise)
- Il vero Dio (True God)
- True Healing
- La vera preghiera (True Prayer)
- Il vero regno (True Kingdom)
- True Revival
- Personal Victory (audiolibro)
- The Gospel of John (audiolibro)
- The Great Revelation
- The Truth New Testament/ The Truth New Testament Study Edition